# Gotakhindaki, Muddebihal
Gotakhindaki là một làng thuộc tehsil Muddebihal, huyện Bijapur, bang Karnataka, Ấn Độ.